# Воля-Кшиштопорська (гміна)
Гміна Воля-Кшиштопорська (пол. Gmina Wola Krzysztoporska) — сільська гміна у центральній Польщі. Належить до Пйотрковського повіту Лодзинського воєводства.
Станом на 31 грудня 2011 у гміні проживало 11772 особи.

## Географія
Річки: Грабія.

## Площа
Згідно з даними за 2007 рік площа гміни становила 170.41 км², у тому числі:
- орні землі: 83.00%
- ліси: 9.00%

Таким чином, площа гміни становить 11.92% площі повіту.

## Населення
Станом на 31 грудня 2011:
| Опис     | Загалом | Загалом | Чоловіки | Чоловіки | Жінки | Жінки |
| -------- | ------- | ------- | -------- | -------- | ----- | ----- |
| одиниця  | осіб    | %       | осіб     | %        | осіб  | %     |
| все      | 11772   | 100     | 5824     | 49.47    | 5948  | 50.53 |
| міське   | 0       | 100     | 0        |          | 0     |       |
| сільське | 11772   | 100     | 5824     | 49.47    | 5948  | 50.53 |

## Сусідні гміни
Гміна Воля-Кшиштопорська межує з такими гмінами: Белхатув, Ґрабиця, Дружбіце, Каменськ, Розпша.